# Alexandra Croak
Alexandra Lindsay Croak (* 9. Juli 1984 in Coffs Harbour) ist eine australische Wasserspringerin und ehemalige Turnerin. Sie nahm sowohl im Turnen als auch im Wasserspringen an Olympischen Spielen teil. Sie startet im Wasserspringen für den Verein Perfect 10 Diving Club im 10-m-Turm- und Synchronspringen.
Croak begann schon im Alter von fünf Jahren mit dem Turnen. Sie nahm an den Olympischen Spielen 2000 in Sydney teil. Ihre beste Platzierung war ein siebter Rang im Mehrkampf mit der Mannschaft. Bei der Turn-Weltmeisterschaft 2001 in Gent wurde sie ebenfalls Siebte mit der Mannschaft. Bei den Commonwealth Games 2002 in Manchester gewann sie Gold mit der Mannschaft und Silber am Sprung.
2004 wechselte sie zum Wasserspringen. Sie trainiert im Sydney Olympic Park, ihr Trainer ist Chava Sobrino. 2008 nahm sie an den Olympischen Spielen in Peking teil. Sie belegte im 10-m-Turmspringen im Halbfinale Rang 18. 2007 nahm sie erstmals an der Weltmeisterschaft teil, konnte sich jedoch nicht für ein Finale qualifizieren. 2009 wurde sie Siebte vom 10-m-Turm. Ihre erste Medaille im Wasserspringen erreichte Croak bei den Commonwealth Games 2006 in Melbourne. Sie gewann mit Melissa Wu Silber im 10-m-Synchronspringen. 2010 gewann das Duo die Goldmedaille. Croak holte außerdem ihre erste Einzelmedaille, sie errang Bronze vom 10-m-Turm. Im Jahr 2011 gewann sie in Shanghai auch ihre erste Weltmeisterschaftsmedaille. Mit Melissa Wu gewann sie Silber im 10-m-Synchronspringen, im Turmspringen erreichte sie Rang sieben.
Croak war die erste australische Athletin, die in verschiedenen Sportarten Gold bei den Commonwealth Games gewinnen konnte.